# 楓之谷DS
《楓之谷DS》是由韓國公司Nexon開發的任天堂DS遊戲。一個從Windows平台上的網路遊戲《楓之谷》所衍生出在上的版本。遊戲於2006年的E3發表，2010年4月15日在韩国發售。
|                              | 我們對於Nintendo DS的特色及策略內容有興趣，決定為它開發遊戲，以及我們同意與進行關於任天堂的大型企畫。 |
| ——Nexon首席執行官，David Lee | |

2007年1月9日，Nexon和新成立的任天堂韓國在首次展示了《楓之谷DS》。
《冒险岛DS》不是大型多人在線角色扮演遊戲。David Lee在一次採訪中表示，即將發行的《冒险岛DS》是根據Windows版本的楓之谷製作的携带版本。網路功能可能會有所限制，遊戲主要以單人為主。

## 外部連結
- 官方网站